# Langschlag (Dolní Rakousy)
Langschlag je městys v Rakousku ve spolkové zemi Dolní Rakousy v okrese Zwettl. Žije v něm 1 801 obyvatel (podle sčítání z roku 2016).

## Poloha
Langschlag se nachází v severozápadní části spolkové země Dolní Rakousy v regionu Waldviertel. Prochází jím silnice B 38, která vede z Hornu přes Zwettl a Freistadt až na hranice s Německem. Jeho rozloha činí 61,13 km², z nichž 11,36 % je jich zalesněných.

### Členění
Území městyse Langschlag se skládá z osmnácti částí (v závorce uveden počet obyvatel k 1. 1. 2015):
- Bruderndorf (124)
- Bruderndorferwald (98)
- Fraberg (18)
- Kainrathschlag (101)
- Kasbach (48)
- Kehrbach (59)
- Kleinpertholz (93)
- Kogschlag (41)
- Langschlag (633)
- Langschlägerwald (158)
- Mittelberg (20)
- Mitterschlag (114)
- Münzbach (47)
- Reichenauerwald (25)
- Schmerbach (10)
- Siebenhöf (91)
- Stierberg (56)
- Streith (65)

## Historie
První písemná zmínka pochází z roku 1209. V roce 1740 mu bylo odebráno tržní právo, ale v roce 1923 znovu uděleno.

## Osobnosti
- Karl Fichtinger (1923–1996), politik
- Ferdinand Staudinger (* 1933), biblický vědec

## Galerie

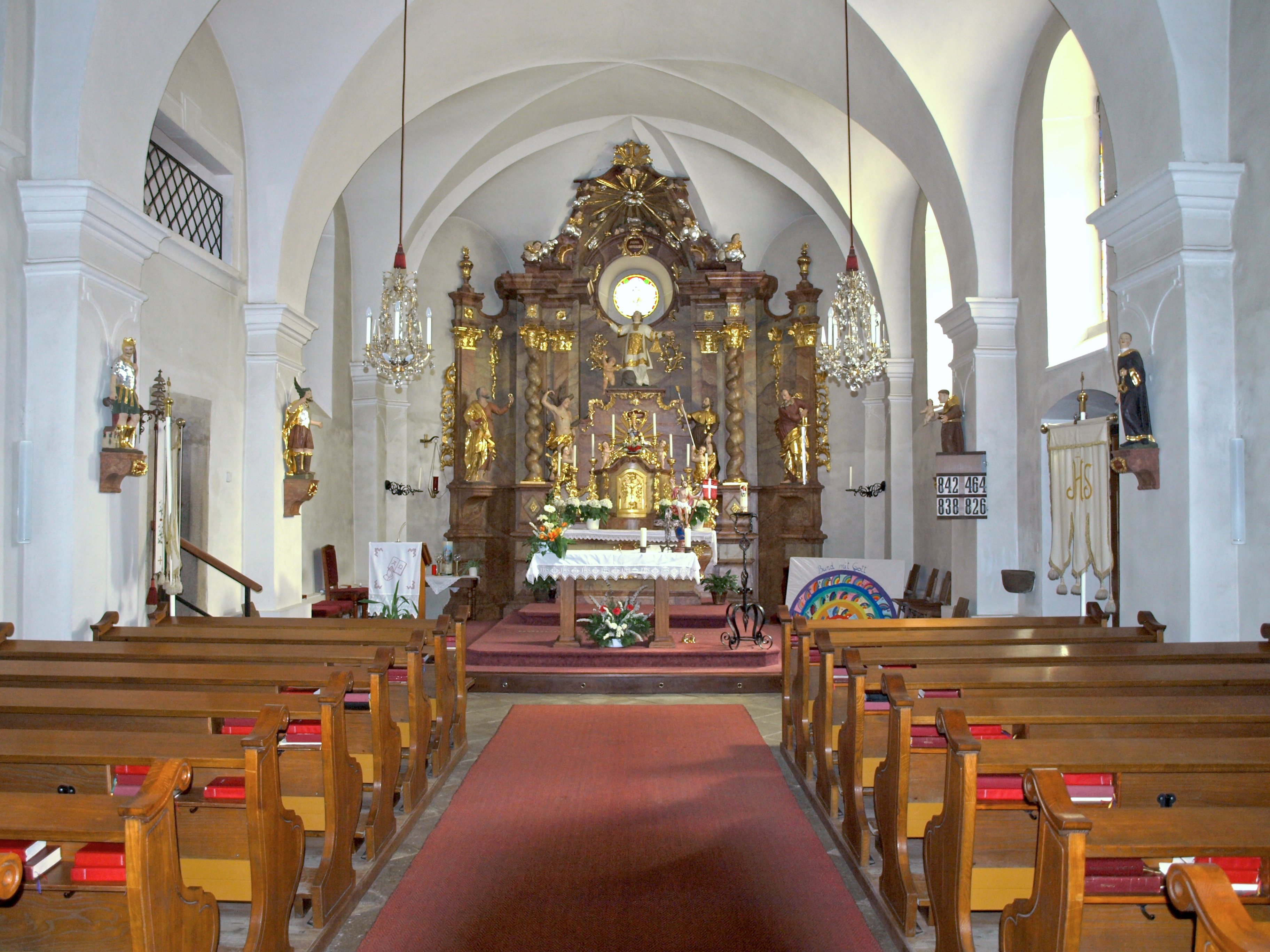
Farní kostel sv. Štěpána (interiér)
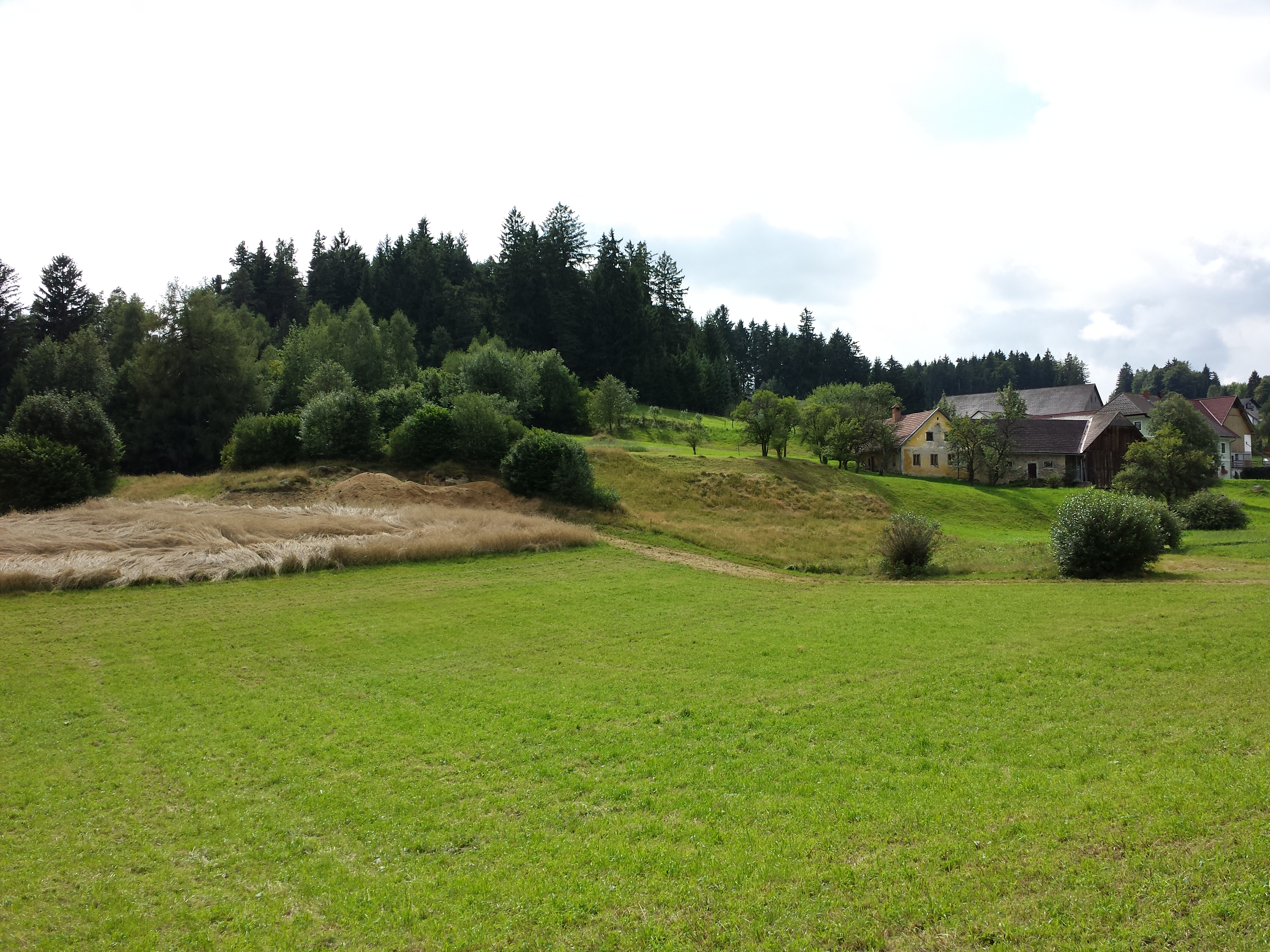
Kleinpertholz
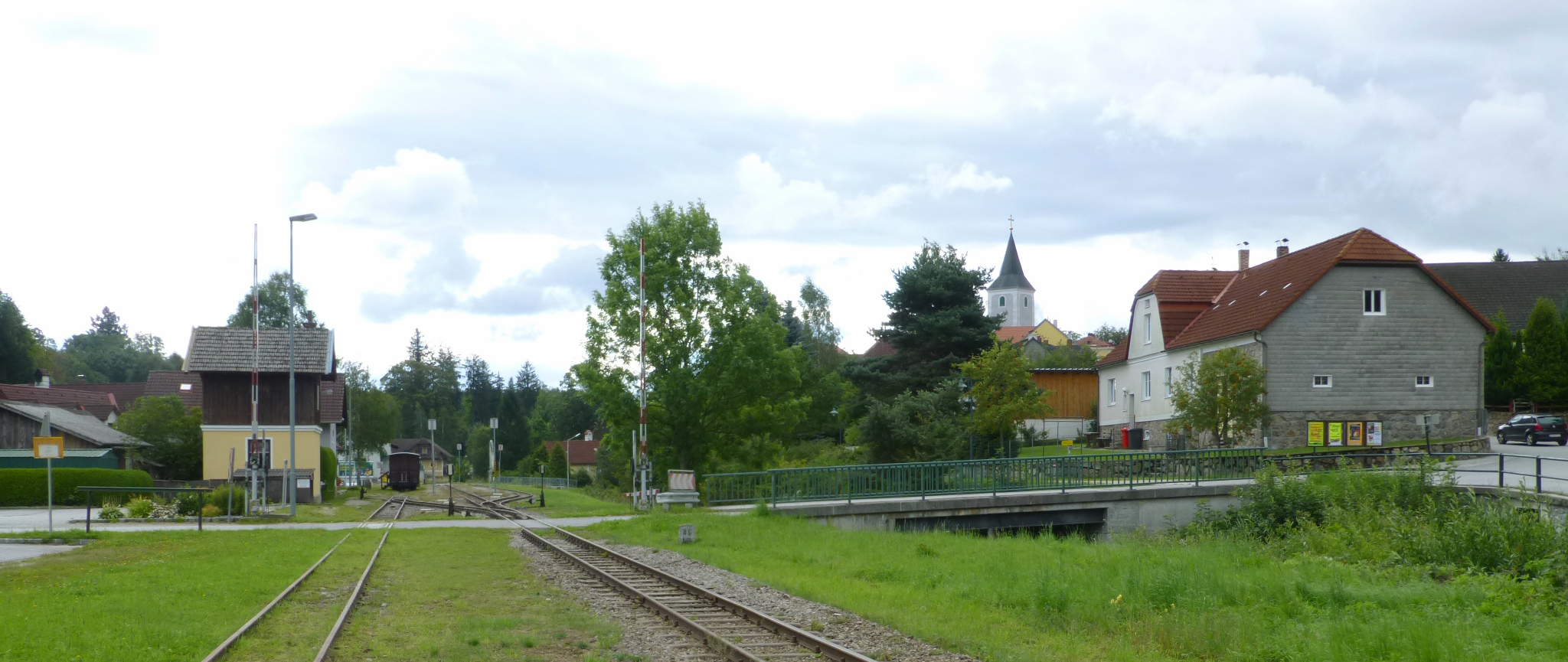
Vlakové nádraží v Langschlagu
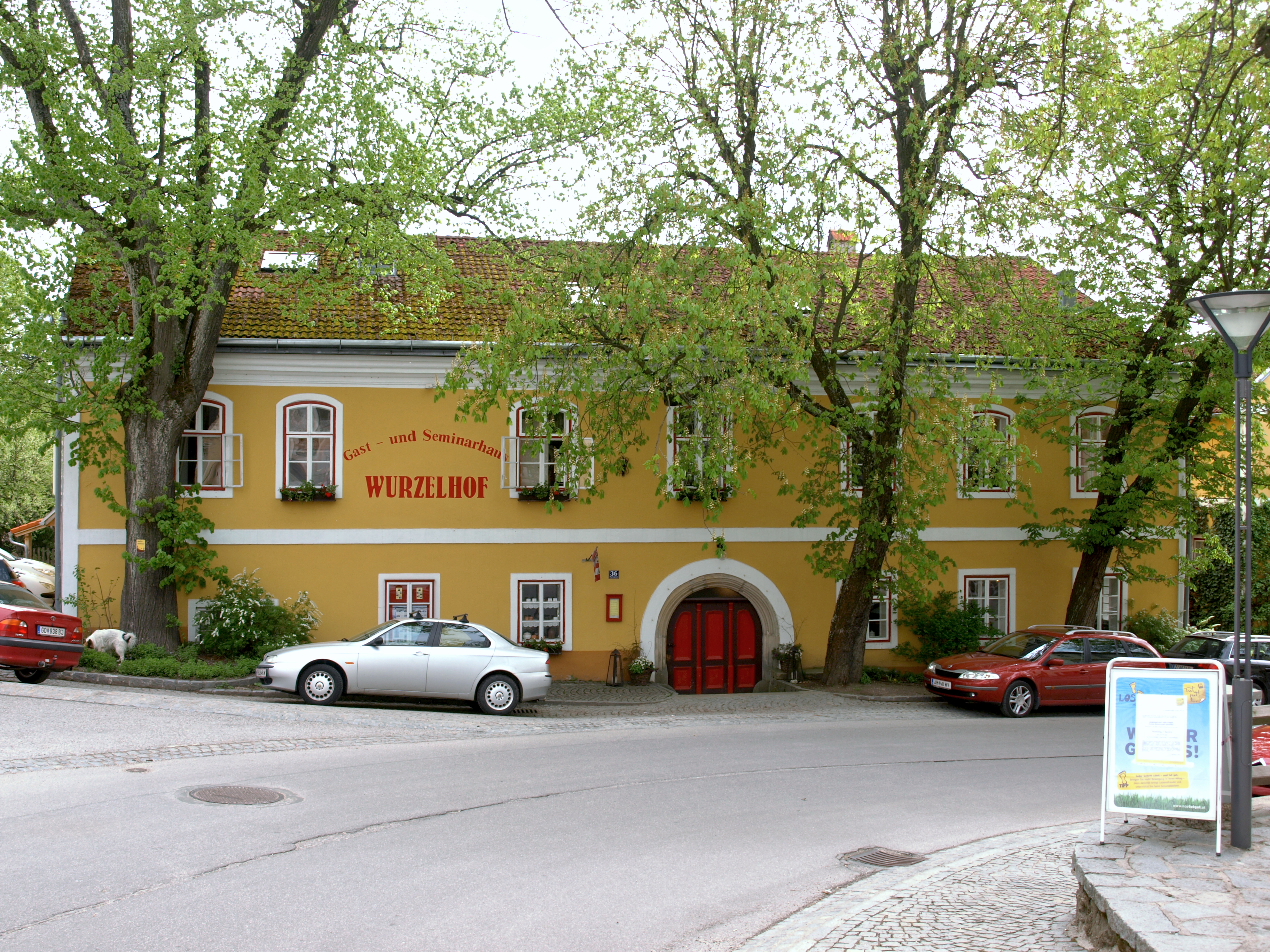
Langschlag